# یان ریجپ
یان ریجپ (انگلیسی: Jan Rijp; ۱ ژانویهٔ ۱۵۷۰ – ۱ ژانویهٔ ۱۶۱۳) ملوان، و گردشگر اهل جمهوری هلند بود. ملوان، و گردشگر اهل جمهوری هلند بود. او بیشتر به دلیل مشارکت با ویلم بارنتز در یافتن مسیری به سمت شرق، اجتناب از ناوگان اسپانیایی و پرتغالی در جنوب، شناخته شده‌است.
در ماه مه ۱۵۹۶، ریجپ ناخدای دومین کشتی از دو کشتی ای شد که توسط بازرگانان هلندی برای کشف گذرگاه افسانه ای گذرگاه شمال شرقی به هند شرقی به ویلم بارنتز مأموریت داده شد. یاکوب ون هیمسکرک کاپیتان اولین کشتی بود و بارنتز به عنوان ناوبر در آن خدمت می‌کرد. پس از کشف اسپیتس‌برگن، کشتی‌ها با یخ بسته‌ای مواجه شدند که راه را مسدود کرده بود. زمانی که بارنتز از ریجپ خواست که پیروی کند، او نپذیرفت. ریجپ اصرار داشت که نوک شمالی نوایا زملیا بسیار خطرناک است و به هلند بازگشت. 
بارنتس و کشتی‌اش به تلاش برای دور زدن نوایا زملیا ادامه دادند. او خیلی دیر به حکمت تصمیم ریج پی برد و در یخ گرفتار شد. بارنتز در یکی از دو مناقصه کوچکی که خدمه برای فرار به شبه‌جزیره کولا استفاده کردند، در دریا جان باختند. برخلاف ریجپ، که خطرات شمالگان را به درستی ارزیابی کرد و بازگشت تا در سفر بعدی خود در سال ۱۵۹۷، بقیه خدمه بارنتس - از جمله ون هیمسکرک - را در نزدیکی مورمانسک بردارد.<ref. name=Verne/>
شهرک رایپسبورگ در سوالبار به نام او نامگذاری شده‌است.